# Superpohár UEFA 1987
Dvanáctý ročník Superpoháru UEFA se odehrával na dva zápasy mezi vítězem Poháru mistrů evropských zemí v ročníku 1986/87 – FC Porto – a vítězem Poháru vítězů pohárů ve stejném ročníku – AFC Ajax.
Hrálo se na dva zápasy. První se odehrál 21. listopadu 1987 na Olympijském stadionu v Amsterdamu s výsledkem 0:1 a druhý se uskutečnil 13. ledna 1988 na stadionu Estádio das Antas v Portu vítězstvím domácích 1:0.

## Zápas

### 1. zápas
| 21. listopadu 1987 |       |               |                                                       |
| AFC Ajax           | 0 : 1 | FC Porto      | Olympijský stadion, Amsterdam rozhodčí: Bob Valentine |
|                    |       | Rui Barros 5' | Olympijský stadion, Amsterdam rozhodčí: Bob Valentine |

### 2. zápas
| 13. ledna 1988    |       |          |                                                     |
| FC Porto          | 1 : 0 | AFC Ajax | Estádio das Antas, Porto rozhodčí: Aron Schmidhuber |
| António Sousa 70' |       |          | Estádio das Antas, Porto rozhodčí: Aron Schmidhuber |

## Vítěz
| Superpohár UEFA 1987 FC Porto (1. vítězství) |